# 加茂名町 (徳島市)
加茂名町（かもなちょう）は、徳島県徳島市の町名。丁番を持たない単独町名である。
2009年12月の徳島市の調査による人口は208人、世帯数は101世帯。郵便番号は〒770-0048。

## 地理
徳島市の地理的中央部、眉山山系の北西斜面に位置する山分である。
加茂名地区に属しており、北で南庄町・南蔵本町、北東で南佐古八番町、東で佐古山町、南で八万町・上八万町、南東で下町・一宮町、南東の鮎喰川河川敷越しに国府町延命、西で名東町に隣接する。加茂名地区全体では南の山にあたる。
東に佐古山町と蔵本町の境に当たる産八幡神社がある。中央の中腹斜面は西部公園となっており、桜の名所として知られている。旧陸軍駐屯地があった所で、南端に忠霊塔がある。眉山ドライブウェイが東西に通り、眉山山頂まで通じている。西部には南北に徳島県道203号鮎喰新浜線が地蔵越を通り、市西部と市南部を結んでいる。その西に眉山カントリークラブがある。

### 河川
- 鮎喰川

### 山岳
- 眉山 (徳島市)

### 小字
- 庄山
- 西名東山
- 東名東山
- 海の宮

## 歴史
元は庄町の一部で、昭和18年より現在の町名となった。徳島市に合併された名東郡加茂名町の町名復活を要望する声が起こり、眉山西部の山間部を中心に命名された。

## 施設
- 西部公園
- 眉山カントリークラブ
- 産八幡神社
- 若宮神社
- 山神社
- 大山祇神社 - 眉山カントリークラブ内にあたる。

## 交通

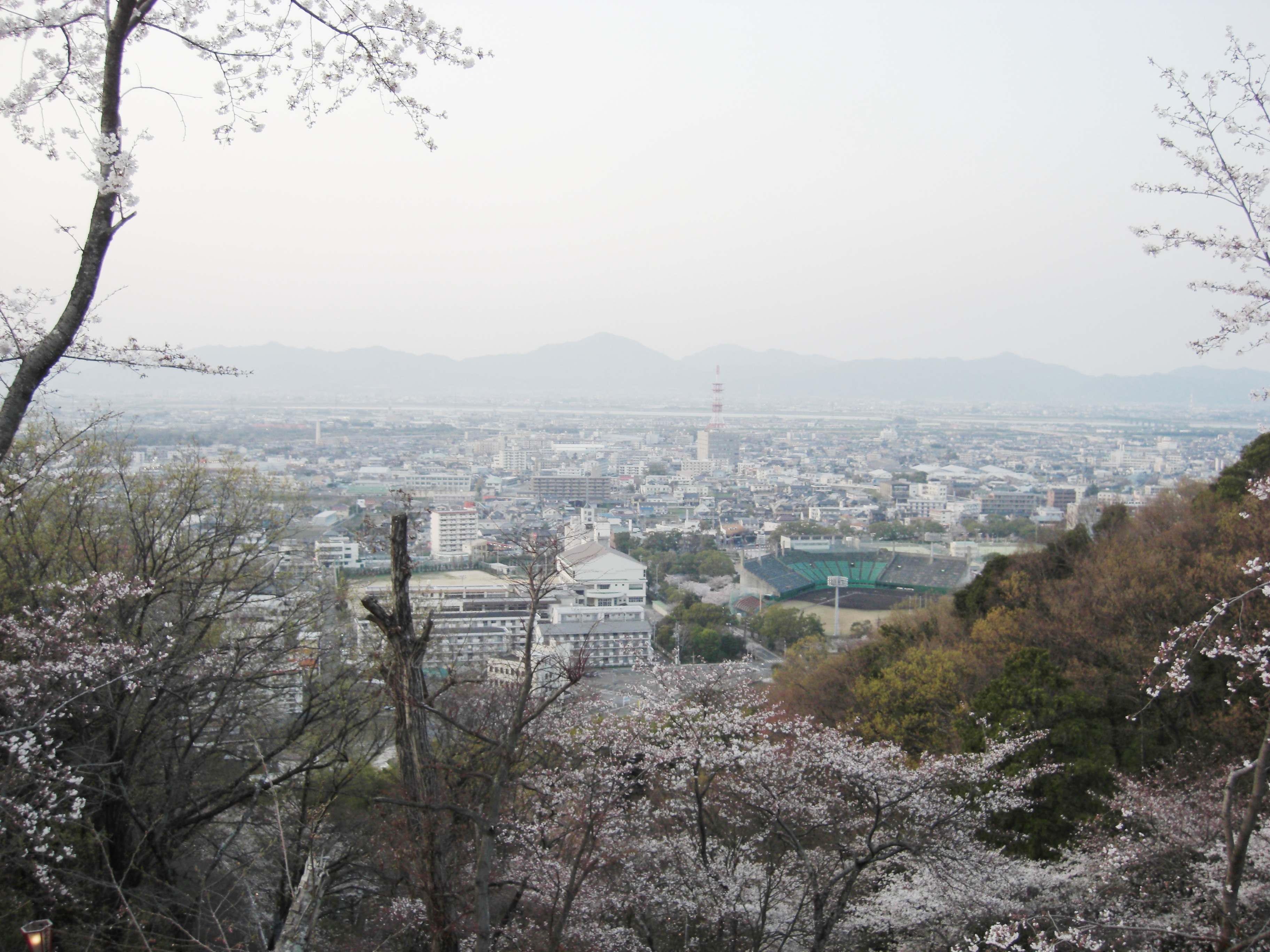
眉山ドライブウェイから見た徳島市

### 道路
- 徳島県道203号鮎喰新浜線
- 眉山ドライブウェイ